# Токуаро
Токуаро (исп. Tócuaro)  —   населённый пункт в Мексике, входит в штат Мичоакан. Население 656 человек.